# Vojtěch Beneš
Vojtěch Beneš (4. srpna 1892 Letovice – 14. listopadu 1943 Hohenasperg) byl český inženýr, ředitel městských vodáren v Brně, vysokoškolský pedagog, odbojář a oběť nacismu.

## Život

### Před druhou světovou válkou
Vojtěch Beneš se narodil 4. srpna 1892 v Letovicích v rodině zámečníka Františka Beneše a Josefy, rozené Pakostové. Matka mu zemřela v pěti letech na tuberkulózu. V roce 1911 dostudoval reálku v Jevíčku a v roce 1920 dokončil druhou státní zkouškou odbor kulturního inženýrství na České vysoké škole technické v Brně. Byl členem Sokola a jako jeho člen se účastnil akcí na upevnění nově vzniklého Československa. V roce 1921 se stal městským inženýrem na projekčním oddělení pro vodovodní stavby na stavebním úřadu v Brně. V témže roce se oženil s Boženou Mézlovou, manželům se v roce 1922 narodil syn Vojtěch a v roce 1925 syn Zdeněk. Dne 1. ledna 1923 byl ustanoven ředitelem městských vodáren v Brně, v této pozici působil až do německé okupace v roce 1939. Během jeho působení byla mj. zřízena čistící stanice v Pisárkách a městské lázně. V roce 1926 složil autorizační zkoušku pro kulturní techniku, ve stejném roce byl zvolen Plynárenského a vodárenského sdružení československého v Praze. Přednášel o provozu a udržování zdravotně-technických podniků na Vysoké škole technické Dra. Edvarda Beneše.

### Druhá světová válka
Vojtěch Beneš byl poprvé zatčen gestapem 1. září 1939 v rámci německé preventivní Akce Albrecht I. mj. i proto, že byl podporovatelem a mecenášem české školy v jinak převážně německém Muzlově, který se nacházel v prostoru počátku Březovského vodovodu. Vězněn byl na Špilberku a koncentračních táborech Dachau a Buchenwald, poté byl propuštěn. Vstoupil do protinacistického odboje v organizaci Obrana národa, následně byl za svou činnost zatčen podruhé. Vězněn byl v Sušilových a není jisté, zda i v Kounicových kolejích. Po převezení do Breslau byl 4. listopadu 1942 lidovým soudem odsouzen k pěti letům vězení. Podle německé zprávy zemřel 14. listopadu 1943 na tuberkulózním oddělení na hradě Hohenasperg v Aspergu, které spadalo pod káznici Ludwigsburg. Pohřben byl na hřbitově v Aspergu.

## Posmrtná ocenění
- Vojtěchu Benešovi byl v roce 1946 in memoriam udělen Československý válečný kříž 1939
- Vojtěchu Benešovi byl in memoriam udělen titul Doktor technických věd

## Rodina
Švagrem a manželem sestry manželky Vojtěcha Beneše byl jeho spolužák a dlouholetý spolupracovník v brněnských vodárnách Ludvík Mackrle. Ludvík Mackrle byl příslušníkem Československých legií a stejně jako Vojtěch Beneš členem odbojové organizace Obrana národa. I on zahynul v roce 1943 během nacistického věznění.